# Plaza Túpac Amaru
La Plaza Túpac Amaru, anteriormente conocida como Plaza de los Virreyes, es un pequeño espacio verde y rotonda dentro de la ciudad de Buenos Aires, que se encuentra en la intersección de las Avenidas Lafuente y Eva Perón, bajo la Autopista 25 de Mayo. Allí se levantan las estaciones Intendente Saguier, cabecera del servicio de Premetro y Plaza de los Virreyes, terminal de la línea E de subterráneos. 
Túpac Amaru II, a quien hace honor la plaza, se llamaba realmente José Gabriel Condorcanqui, quién en noviembre de 1780 encabezó una sublevación al poder español adoptando el nombre del último de los soberanos incas. La rebelión, iniciada en el actual territorio de Tinta (Perú) se extendió hasta lo que hoy son las provincias argentinas de Salta y Jujuy. Túpac Amaru ejecutó al corregidor de Tinta y avanzó hasta la ciudad de Cuzco, aunque sus intentos por tomarla fracasaron. Tras ello las fuerzas rebeldes comenzaron a disgregarse hasta que en abril de 1781 Túpac Amaru y su familia fueron capturados por las fuerzas coloniales. El líder de la insurrección fue obligado a presenciar la ejecución de su mujer y de sus hijos y posteriormente fue decapitado y mutilado.

## Historia
Originalmente existía allí una pequeña plaza cuadrangular para materializar el cruce de las actuales avenidas Lafuente y Eva Perón. Posteriormente, en la década de 1940, surge la denominada "Operación Ezeiza", una intervención a nivel regional que incluía la construcción de un Aeropuerto Internacional (Ministro Pistarini), balnearios y conjuntos de vivienda (Barrio Uno y Ciudad Evita), vinculados entre sí y con el centro de la Capital Federal a través de una nueva vía rápida. Dicho acceso estaba proyectado en tres tramos, el primero de ellos se construiría como una autopista suburbana abarcando el recorrido desde el Aeropuerto hasta la avenida General Paz, el segundo tramo, hasta la intersección de Lafuente y Eva Perón sería como una avenida-parque (similar a la avenida General Paz) y desde allí hasta la avenida La Plata continuaría como viaducto. Las diferentes resoluciones para dicho acceso respondían al grado de urbanización de cada sector, ya que el tramo provincial estaba principalmente constituido por quintas y estancias, mientras que el tramo capitalino presentaba dos grados de urbanización bastante diferenciados: entre las avenidas General Paz y Lafuente el territorio estaba escasamente poblado y desde allí hacia el centro de la ciudad la ocupación de las manzanas se hallaba más consolidada.
El tema de los accesos radiales a las grandes ciudades del país ya había sido contemplado por la Administración General de Vialidad Nacional en la década del ´30. Originalmente, en el caso de Buenos Aires, se proyectó que los mismos confluyeran en el anillo vehicular conformado por la avenida General Paz. Sin embargo, el nuevo Aeropuerto Internacional requería de un acceso rápido y directo al centro de la ciudad, por lo que se decidió que la autopista debía penetrar dentro del territorio de la Capital Federal, inicialmente como una avenida-parque (hoy Autopista Dellepiane), expropiándose para ello gran cantidad de manzanas sobre la traza de la entonces avenida Derqui, aprovechando la escasa ocupación de las mismas, sin embargo, aún quedaba resolver como sería la intervención en los sectores más consolidados de la ciudad. En 1948, el ingeniero vial Lauro O. Laura, de la AGVN, elaboró un proyecto de tres viaductos que llegarían hasta el centro de la ciudad: Norte, Sur y Costanera Norte. El viaducto del Sur sería la continuación del acceso al aeropuerto, considerándola como la solución más económica a las altenativas de construir un túnel o continuar con la avenida-parque. Según el proyecto, la autopista sería construida sobre pilotes y avanzaría entre las calles Humberto Primo y Carlos Calvo, expropiándose únicamente los terrenos centrales de las manzanas. Para reconstituir el tejido urbano O.Laura proponía enmarcar el viaducto con bloques de vivienda de siete pisos de altura a ambos lados de la autopista, mientras que la intersección con las avenidas se resolvería mediante nuevas plazas.
La Municipalidad de la Ciudad de Buenos Aires acompañó la Operación Ezeiza con diversas obras que contribuían al saneamiento del sudoeste de la Capital, como fue el caso de la construcción del Autódromo municipal o los conjuntos habitacionales Simón Bolívar y Los Perales. El proyecto de la autopista elevada recién fue aprobado meses antes del derrocamiento del gobierno cosntitucional de Juan D. Perón (1955), lo que provocó su postergación hasta 1978 cuando, con la construcción de la AU1 25 de Mayo, el cruce de las avenidas Eva Perón y Lafuente se consolidó como plaza bajo el viaducto. Aunque en un primer momento la rotonda se llamó Plaza Armenia, el 12 de octubre de 1979, el Intendente de facto Brigadier Osvaldo Cacciatore le impuso el nombre de Plaza de los Virreyes.
En 1986 se inauguraba la estación terminal de la línea E del subterráneo, con el nombre de Plaza de los Virreyes, y más tarde ese mismo año la mayor parte de la plaza fue ocupada por la estación terminal del premetro, llamada Intendente Saguier.
En 2011, luego de un proyecto impulsado un año antes por el director de la Escuela n.º 23 del Distrito Escolar 11, Enrique Samar, y en conjunto con alumnos de otros establecimientos, la Legislatura de Buenos Aires aprobó el cambio de nombre de la plaza por el de Túpac Amaru. Mientras tanto, la estación de subte mantiene su denominación anterior.